# Delias dice
Delias dice is een vlindersoort uit de familie van de Pieridae (witjes), onderfamilie Pierinae.
Delias dice werd in 1865 beschreven door van Vollenhoven.